# Зембово (Великопольське воєводство)
Зембово (пол. Zębowo, нім. Sorge) — село в Польщі, у гміні Львувек Новотомиського повіту Великопольського воєводства.
Населення — 828 осіб (2011).
У 1975-1998 роках село належало до Познанського воєводства.

## Демографія
Демографічна структура станом на 31 березня 2011 року:
|          | Загалом | Допрацездатний вік | Працездатний вік | Постпрацездатний вік |
| -------- | ------- | ------------------ | ---------------- | -------------------- |
| Чоловіки | 420     | 115                | 270              | 35                   |
| Жінки    | 408     | 94                 | 248              | 66                   |
| Разом    | 828     | 209                | 518              | 101                  |